# Кюне, Вилли
Вилли Кюне (нем. Wilhelm Friedrich Kühne; 28 марта 1837, Гамбург — 10 июня 1900, Гейдельберг) — немецкий физиолог и гистолог.
Член-корреспондент Прусской академии наук (1898), иностранный член Лондонского королевского общества (1892).

## Биография
Родился в Гамбурге 28 марта 1837 года в семье богатого купца.
Окончил гимназию Иоганнеум в Люнебурге в 1854 году и в том же году начал учиться в Гёттингенском университете, где изучал химию у Фридриха Вёлера, физиологию у Рудольфа Вагнера и анатомию у Якоба Генле.
В 1856 году получил степень доктора философии за диссертацию «Diabetes bei Fröschen». Затем занимался исследованием метаболизма сахара под руководством Карла Готхельфа Лемана в Йенском университете. В 1858 году переехал в Берлин, где работал у Феликса Гоппе-Зейлера в химическом отделе Патологического института и у Эмиля Дюбуа-Реймона. Затем работал в Париже у Клода Бернара. В 1860 году занимался в Вене у Эрнста Брюке и Карла Людвига.
С 1861 года Вильгельм Кюне возглавлял химическую лабораторию Патологического института Рудольфа Вирхова в Берлине.
В 1868—1871 годах занимал кафедру физиологии в Амстердамском университете, а в 1871 году перешёл в Гейдельбергский университет, где сменил Германа фон Гельмгольца и до конца жизни возглавлял Физиологический институт.
Весьма ценные научные труды Кюне касаются гистологии нервной и мышечной системы, строения протоплазмы, физиологии органов чувств и разных других областей. В 1876 году Кюне удалось получить первое устойчивое изображение внешних предметов на сетчатке глаза кролика (в 1882 году исследованию были подвергнуты глаза преступника через 10 минут после его казни). Сохранение изображений на сетчатке глаза Кюне назвал оптографией, а полученное изображение — оптограммой. В своей работе по зрению 1877 года он продолжил исследования физиолога Франца Болля по родопсину, обнаружив, что фотохимическая реакция зависит от длины волны света и его интенсивности. Некоторые его труды сделаны совместно с российским профессором М. М. Рудневым.
Скончался 10 июня 1900 года в Гейдельберге, где и был похоронен.